# Greatest Hits (album de Phil Ochs)
Pour les articles homonymes, voir Greatest Hits.
Albums de Phil Ochs
Rehearsals for Retirement
(1969) Gunfight at Carnegie Hall
(1975)
Greatest Hits est le septième album de Phil Ochs, sorti en 1970. Contrairement à ce que laisse entendre son titre, il ne contient que de nouvelles chansons.

## Titres
Toutes les chansons sont écrites et composées par Phil Ochs.
| 1. | One Way Ticket Home  | 2:40 |
| 2. | Jim Dean of Indiana  | 5:05 |
| 3. | My Kingdom for a Car | 2:53 |
| 4. | Boy in Ohio          | 3:43 |
| 5. | Gas Station Women    | 3:31 |

| 6.  | Chords of Fame                 | 3:33 |
| 7.  | Ten Cents a Coup               | 3:14 |
| 8.  | Bach, Beethoven, Mozart and Me | 5:05 |
| 9.  | Basket in the Pool             | 3:40 |
| 10. | No More Songs                  | 4:31 |

## Musiciens
- Phil Ochs : guitare, piano, chant
- Van Dyke Parks : claviers
- Clarence White : guitare, chœurs
- Laurindo Almeida : guitare
- James Burton : guitare
- Bob Rafkin : guitare, basse
- Chris Ethridge : basse
- Kenny Kaufman : basse
- Gene Parsons : batterie
- Kevin Kelley : batterie
- Earl Ball : piano, arrangements
- Lincoln Mayorga : claviers
- Mike Rubini : claviers
- Richard Rosmini : guitare pedal steel, harmonica
- Ry Cooder : mandoline sur One Way Ticket Home
- Don Rich : violon
- Gary Coleman : percussions
- Tom Scott : saxophone ténor
- Bobby Bruce : violon
- Anne Goodman : violoncelle
- Merry Clayton, Sherlie Matthews et Clydie King : chœurs
- Bobby Wayne et Jim Glover : harmonies
- Bob Thompson : arrangements